# Аскольд (острів)
Аско́льд (рос. Аскольд) — скелястий острів в затоці Петра Великого Японського моря. Знаходиться за 6,6 км на південь від мису Майделя, що на материку. Протокою Аскольд відокремлений від іншого острова Путятина (до нього 6,5 км). Адміністративно належить до Фокінського міського округу Приморського краю Росії.

## Географія
Острів гористий, має 3 вершини понад 300 м висоти, найвища з яких сягає 358 м. Береги підвищені, стрімкі. Є одна велика бухта на півдні острова — Наїздник, яка глибоко вдається в острів, через що він набуває риси підкови. На південному сході міститься також однойменна бухта Південно-Східна, відмежована на півдні мисом Пальчатим. Крайня північна точка — мис Ступінчатий, південна — мис Єлагіна, західна — мис Аскольд, східна — мис Пальчатий. На північному заході міститься також мис Гострий.
Більша частина острова вкрита широколистими лісами. Луки та рідколісся поширені уздовж узбережжя, на мисах Туманний, Пальчатий, Ступінчатий, місцями на вододілах вище 200 м. На острові є 2 великих та декілька дрібніших струмків. Клімат типовий для півдня Приморського краю, пересічна температура січня −12 °C, липня — +20,5 °C.

## Історія
Острів був відомий ще морякам держави Бохай. Пізніше його заселили китайські золотошукачі та косарі морської капусти, які називали його Лефу. В 1855 році острів був досліджений британськими військовими моряками, які назвали його Термінейш (з англійської — кінцевий пункт, тобто кінцевий пункт зйомки). В 1859 році острів дослідили та описали моряки кліпера «Стрілець», які назвали його Маячним. Протоку, яка відділяла острів від материка назвали на честь одного з фрегатів — Аскольд. В 1862–1863 роках експедиція підполковника Бабкіна проводила гідрографічний опис затоки Петра Великого і острів назвали на честь протоки, щоб не вводити моряків в оману щодо розташування на ньому маяка.
1876 року на березі бухти Наїздник, названої на честь кліпера, промисловцем Кустером було засноване гірниче селище золотошукачів. 1892 року командування фортеці Владивостока вирішило створити на острові постійний пункт спостереження і зв'язати його зі штабом телеграфною лінією. Пізніше на сопці поставили метеостанцію. Для захисту від висадки десанту були споруджені декілька дотів. В кінці XIX століття на посаду керівника золотошукачів був запрошений поляк Михайло Янковський, який почав розводити тут плямистих оленів. Стадо чудово акліматизувалось та збільшило чисельність. 1888 року право на полювання було передане Владивостоцькому товариству любителів полювання з обов'язками догляду на відтворення стада. За 10 років кількість оленів збільшилась з 800 до 3000 голів і острів довго залишався єдиним у світі розвідником цих оленів. Перед розпадом СРСР на острові геологами було відкрите Аскольдівське родовище корінного золота площею 1,63 км². Його запаси за категорією С1 визначені в 250 кг, а прогнозовані ресурси — 9 тон.

## Туризм
Острів щорічно відвідують сотні туристів, які приїжджають сюди подивитись на закинуті військові споруди, штольні, старий цвинтар, систему підземних ходів (інтерес для діггерів). Цілий рік на острові живе родина маячника.